# Dryopomera ceylonica
Dryopomera ceylonica es una especie de coleóptero de la familia Oedemeridae.

## Distribución geográfica
Habita en Sri Lanka.